# عفلانی
عفلانی (به لاتین: Eflani) یک سکونتگاه مسکونی در ترکیه است که در استان قره‌بوک واقع شده‌است.

## خصوصیات
عفلانی ۸۹۷ متر بالاتر از سطح دریا واقع شده‌است.

## نگارخانه

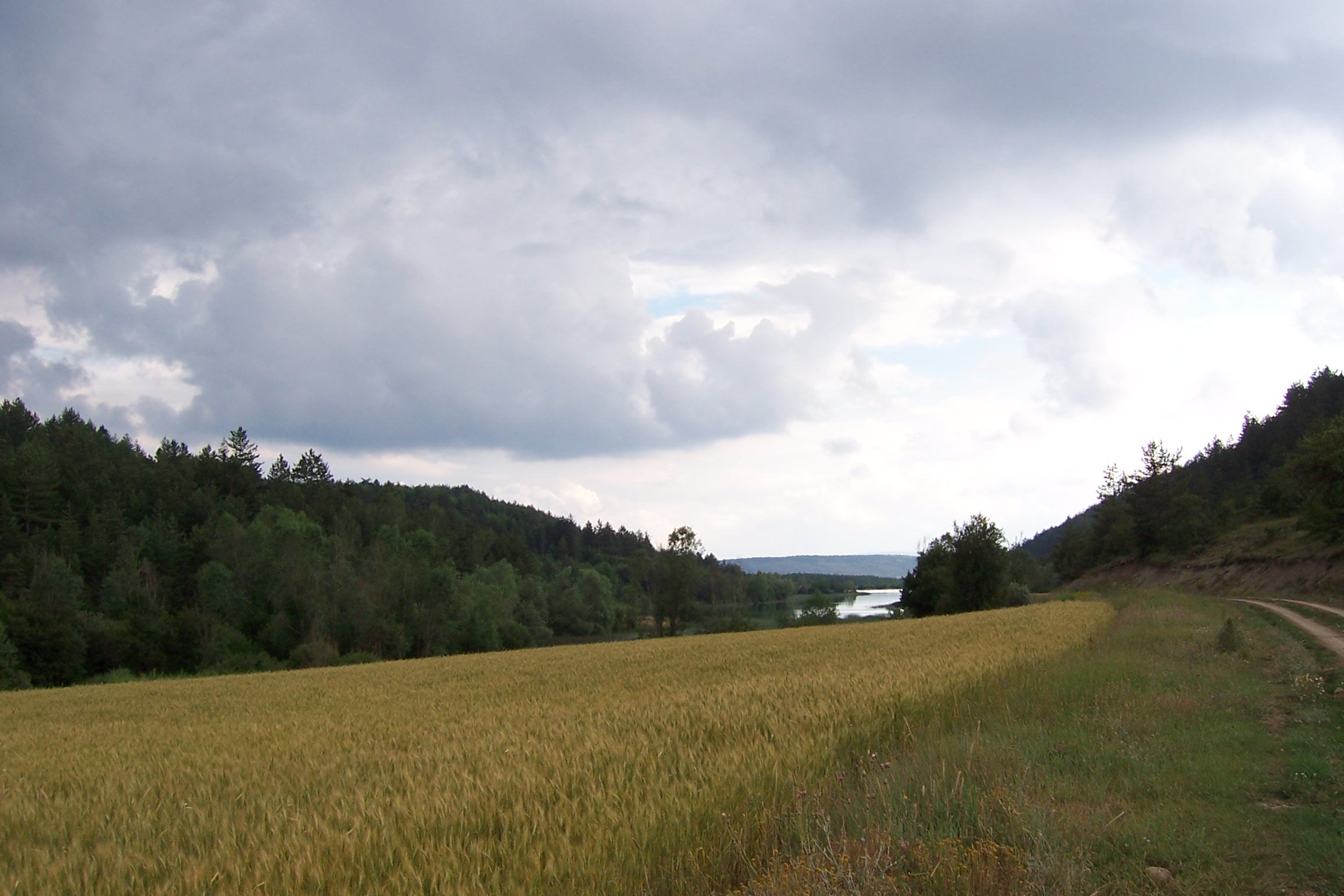
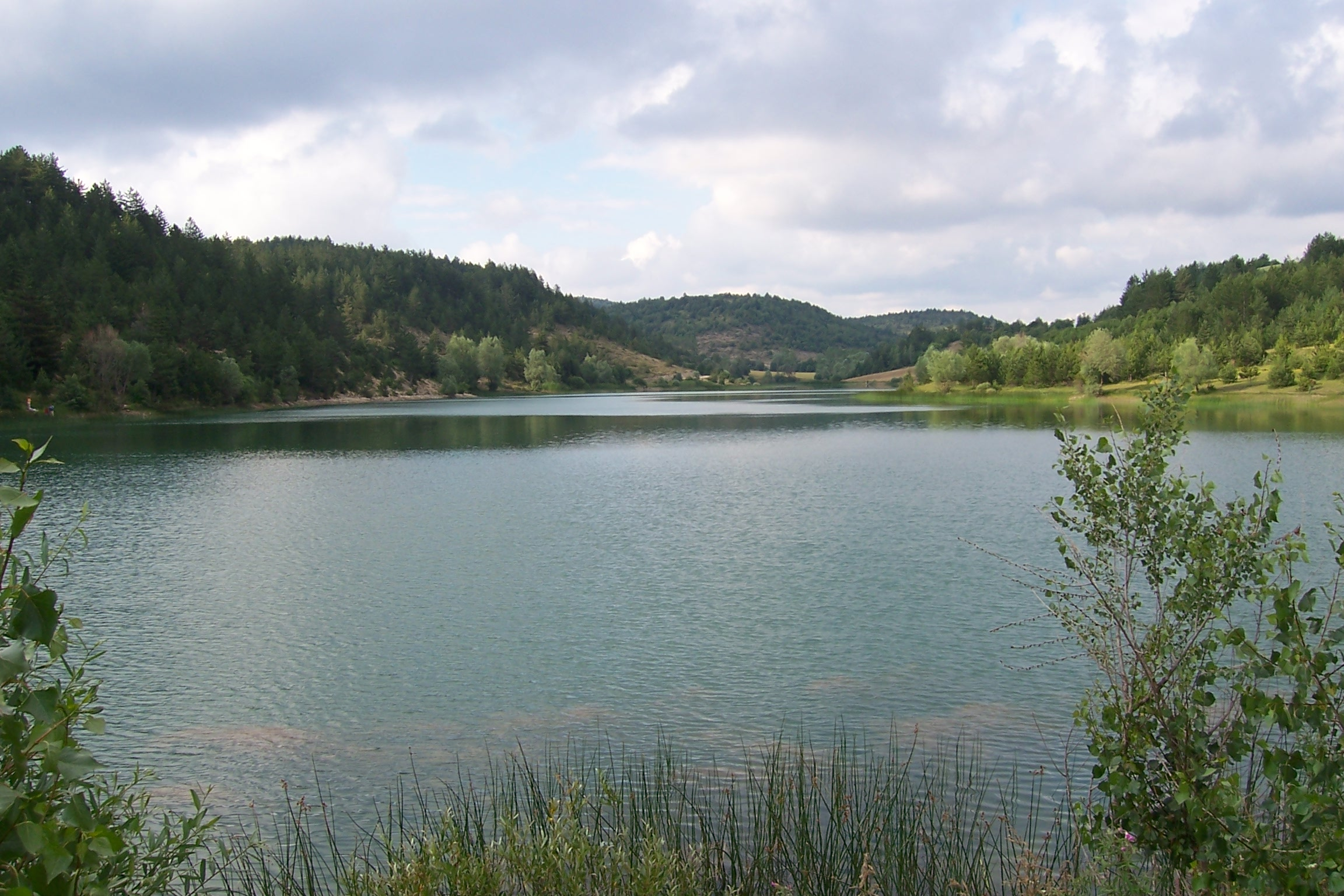